# 波佐洛福米加罗
波佐洛福米加罗（義大利語：Pozzolo Formigaro），是意大利亚历山德里亚省的一个市镇。总面积35.59平方公里，人口4903人，人口密度137.8人/平方公里（2009年）。ISTAT代码为006138。